# Токари-Перші
Токари-Перші (пол. Tokary Pierwsze) — село в Польщі, у гміні Кавенчин Турецького повіту Великопольського воєводства.
Населення — 274 особи (2011).
У 1975-1998 роках село належало до Конінського воєводства.

## Демографія
Демографічна структура станом на 31 березня 2011 року:
|          | Загалом | Допрацездатний вік | Працездатний вік | Постпрацездатний вік |
| -------- | ------- | ------------------ | ---------------- | -------------------- |
| Чоловіки | 141     | 35                 | 88               | 18                   |
| Жінки    | 133     | 17                 | 76               | 40                   |
| Разом    | 274     | 52                 | 164              | 58                   |